# Campsiura melanopus
Campsiura melanopus är en skalbaggsart som beskrevs av John Obadiah Westwood 1874. Campsiura melanopus ingår i släktet Campsiura och familjen Cetoniidae. Inga underarter finns listade.